# Dalladies
Dalladies bei Fettercairn in Kincardineshire in Schottland war bei der Ausgrabung ein etwa 65 m langer, am östlichen Ende 18,0 m und am westlichen Ende 9,0 m breiter Langhügel, der im Osten seine maximale Höhe von 2,3 m erreichte. Der Cairn wurde 1970 und 1971 von Stuart Piggott ausgegraben. 
Das Gelände war vorderhand im Norden und Süden durch zwei 1,5 m breite Gräben begrenzt, die im Osten etwa 24,0 m und im Westen 11,0 m voneinander entfernt lagen. Der Hügel bestand aus Rasen- und Erdschichten, die aus breiten, flachen seitlichen Gruben stammten und den nördlichen Seitengraben partiell beseitigten. Der Tumulus war von einer trapezförmigen Trockenmauer umgeben, deren Grundriss, im Osten nach außen gebogen war 
Vor der Zerstörung durch den Kiesabbau hatte der gehörnte Langhügel eine Größe von etwa 70 × 23 m und eine Höhe von 2,3 m. Am Nordostende befand sich eine halbmondförmige Exedra-Fassade mit einer Tiefe von 5,0 m. Der Tumulus wurde komplett eingeebnet.
Unter der nordöstlichen Hügelecke wurde eine mehrperiodische Grablege entdeckt, aus der Radiokarbondaten von 3240 ± 105 v. Chr., 2710 ± 50 v. Chr. und 2585 ± 55 v. Chr. stammen. Die einzigen Funde waren ein Feuersteinmesser, das Fragment eines Kinderschädels und ein Stein mit neun Schälchen mit Durchmessern zwischen 4,0 und 7,5 cm. 
Entlang der Kuppe lagen eine Grube mit einer Ascheschüttung und den Fragmenten eines Gefäßes und drei Steinkisten. Die westliche Kiste enthielt eine Feuerbestattung, Teile eines Bechers und mehrere Feuersteine. Die zweite enthielt eine Einäscherung und einen Gegenstand aus Kupfer oder Bronze. In der dritten fand eine unbegleitete Einäscherung statt. In einer Grube befand sich möglicherweise eine weitere prähistorische Bestattung. 